# Lisette Esteves
Pour les articles homonymes, voir Esteves.
Lisette Esteves est une joueuse internationale de rink hockey née le 9 avril 1972 à Arès. 

## Biographie
En 1991, elle participe à la première édition du championnat d'Europe au sein de l'équipe de France. 
Des joueuses sélectionnées avec elle, Sandrine Vitrac, Anne Sajoux, Zakia Hammoumi, Delphine Lamothe, Gaëlle Cheysson, Sophie Seguineau, Laurence Grenier, Véronique Jean, Lætitia Philippon, aucune ne sera de nouveau sélectionnée.
Depuis 2007, elle est gérante du cabinet Esteves Immobilier.

## Palmarès
- 8e championnat d'Europe (1991)